# Олесниця (притока Варти)
Олесниця ( пол. Oleśnica) — річка в Польщі, у Велюнському й Серадзькому повітах Лодзинського воєводства. Ліва притока Варти (басейн Балтійського моря).

## Опис
Довжина річки 44,65 км, найкоротша відстань між витоком і гирлом — 29,66 км, коефіцієнт звивистості річки —  1,51 . Площа басейну водозбору 608 км².

## Розташування
Бере початок біля села Радоміна на північно-західній стороні від міста Велюнь. Тече переважно на північний захід і біля Малого Села впадає у річку Варту, праву притоку Одри.
Населені пункти вздовж берегової смуги: Вікторув, Доброслав, Олесниця, Столець, Нехмірув.
У селі Козуб річку перетинає європейський автошлях Е67, S8.
Притоки: Пишна (пол. Pyszna) (права).